# Ontslagverbod (Nederland)
Er is een aantal omstandigheden waaronder een werknemer in Nederland beschermd is tegen zijn of haar ontslag door de werkgever. In zo'n geval geldt er een opzegverbod, wat neerkomt op een ontslagverbod. De wetgever heeft in de wet vastgelegd dat het voor een werkgever in die situatie niet mogelijk is om een werknemer zomaar te ontslaan.
Het ontslagrecht is geregeld in de Wet werk en zekerheid. Deze wet is na ruim twee jaar van debat (Kunduzakkoord, regeerakkoord, Sociaal akkoord) tot stand gekomen en door publicatie in het Staatsblad op 24 juni 2014 geldend recht geworden. Dit artikel beschrijft de situatie zoals die geldt tot 1 juli 2015. Dan wordt het ontslagrecht ingrijpend gewijzigd.

## Geschiedenis
Onder het 19de-eeuws werklieden- en dienstbodenregt, zoals dat in Nederland onder het oud Burgerlijk Wetboek van 1838 gold tot aan het in 1909 in werking treden van de wettelijke regeling van de arbeidsovereenkomst, kon de heer (werkgever) zijn personeel ad nutum (= willekeurig, naar eigen believen) heenzenden. zonder opgave van reden. Misbruik van deze mogelijkheid kwam veelvuldig voor, bijvoorbeeld ontslag of bedreiging met ontslag omdat de werknemer niet dezelfde kerk als zijn werkgever bezocht of diens politieke opvattingen niet deelde, omdat hij ongehuwd samenwoonde, zijn huwelijk niet kerkelijk liet inzegenen of zijn kinderen niet liet dopen enz.
Met de komst van de Duitse bezetter in 1940 kwam hier een einde aan, om de arbeidsmarkt te reguleren werd een algemeen ontslagverbod uitgevaardigd als onderdeel van het "Eerste Uitvoeringsbesluit". Dit ontslagverbod hield in dat het voor werkgevers niet meer mogelijk was iemand te ontslaan zonder voorafgaande toestemming van de toenmalige Arbeidsinspectie of via een rechter. Toestemming werd alleen gegeven als het ontslag een toetsing op redelijkheid kon doorstaan.
Na de oorlog zijn deze Duitse maatregelen overgenomen door de Nederlandse regering in het Buitengewoon Besluit Arbeidsverhoudingen (BBA 1945).

## Verboden
Er zijn twee verschillende soorten opzegverboden: 
- een verbod de werknemer te ontslaan
- een verbod de werknemer te ontslaan om een bepaalde reden, een ontslag om een andere reden is dan wel mogelijk (BW art. 7:670, 7:670a en 7:670b)

Het ondanks zo'n verbod toch mogelijk een ontslagvergunning van het UVW te krijgen. Die kijkt niet naar opzegverboden. In dat geval is een eventueel ontslag op grond van een ontslagverbod vernietigbaar en moet de werknemer er zich binnen twee maanden op beroepen.

## Uitzonderingen
De opzegverboden gelden niet in de volgende gevallen:
- in de proeftijd
- na een arbeidsovereenkomst voor bepaalde tijd
- een terecht gegeven ontslag op staande voet
- bij faillissement
- als de werknemer schriftelijk met de opzegging instemt

Een algemene reden kan ook zijn dat het werk van de onderneming (of het onderdeel waar de werknemer werkt) gewoon stopt. Dat geldt dan weer niet als het om zwangerschap of bevalling gaat.

## Ziekte
De werkgever mag een werknemer niet ontslaan tijdens zijn of haar ziekte. Dit geldt tot een termijn van 2 jaar. Na 2 jaar ziekte is ontslag wel mogelijk. De termijn van 2 jaar kan verkort of verlengd worden door het UWV. Wel kan de werknemer ontslagen worden als hij of zij niet meewerkt aan zijn of haar re-integratie. De medewerker dient hieraan, naar redelijkheid, mee te werken. Het ontslagverbod is niet meer van toepassing indien de ziekte pas optreedt nádat de ontslagaanvraag van de werkgever naar het UWV is verstuurd. Waarschijnlijk geldt hetzelfde indien de ontslagaanvraag al naar de rechter is verstuurd.

## Zwangerschap
Een werkneemster mag niet ontslagen worden op grond van zwangerschap of op grond van haar verzoek tot zwangerschapsverlof. Tevens is de werkneemster tot 6 weken na herintreding na haar verlof beschermd tegen ontslag. Als de werkneemster na die periode nog ziek is en niet aan het werk gaat, is het opzegverbod bij ziekte van kracht.

## Militaire dienst
De werkgever kan de werknemer niet ontslaan indien hij of zij opgeroepen wordt om zijn of haar militaire dienst in land van herkomst te vervullen. Militaire dienstplicht is tegenwoordig in Nederland niet meer aan de orde, omdat daar de opkomstplicht is afgeschaft.

## Ondernemingsraad
Leden van de ondernemingsraad en dergelijke vertegenwoordigende organen zijn beschermd waar het de vrijheid van meningsuiting betreft en mogen niet ontslagen worden vanwege het uiten van eerlijke, persoonlijke, tegengestelde, en/of de directie onwelgevallige meningen over het beleid, gedaan in het kader van hun lidmaatschap van dat orgaan. Bij reorganisaties of het niet functioneren als medewerker mogen zij echter te allen tijde worden ontslagen. Daarbij kan naast een lidmaatschap van de ondernemingsraad bijvoorbeeld ook gedacht worden aan een lidmaatschap van een Europese ondernemingsraad, een bijzondere onderhandelingsgroep, of van een arbo- of onderdeelcommissie van de ondernemingsraad. De ontslagbescherming duurt tot twee jaar na het einde van het medezeggenschapswerk. Daarnaast geldt ook een opzegverbod voor de ambtelijk secretaris van de ondernemingsraad, die dus zelf geen lid van het orgaan is.

## Overige ontslagverboden
Een aantal overige ontslagverboden wordt weergegeven in artikel 7:670 en 7:670a Burgerlijk Wetboek (BW). Een aantal andere ontslagverboden uit het BW:
- Indien de werknemer wordt ontslagen vanwege lidmaatschap van een vakbond, of vanwege het vakbondswerk dat hij in de onderneming uitvoert.
- Indien de werknemer wordt ontslagen vanwege een discriminerende reden (b.v. geloofsovertuiging, geslacht, ras, nationaliteit, seksuele geaardheid, politieke ideeën, of burgerlijke staat).
- Indien de werknemer wordt ontslagen vanwege zijn functioneren als functionaris als bedoeld in artikel 62 van de Wet bescherming persoonsgegevens.
- Indien de werknemer wordt ontslagen vanwege zijn functioneren als deskundige werknemer als bedoeld in artikel 13, eerste en tweede lid, of als deskundige persoon als bedoeld in artikel 14, eerste lid, van de Arbeidsomstandighedenwet (ARBO-wet).
- Indien de werknemer wordt ontslagen vanwege ernstig gewetensbezwaar bij het uitoefenen van zijn werkzaamheden. Ontslag is dan wel mogelijk indien de werknemer vervangend werk weigert (artikel 7:681 BW).

## Afwijkingen
Het is mogelijk per CAO af te wijken van de regels. Dit komt niet veel voor. Wat wel veel voorkomt is, dat ondanks een ontslagverbod aan de rechter wordt gevraagd de arbeidsovereenkomst te ontbinden wegens "gewichtige redenen".

## Rechterlijke tussenkomst
Een onterecht ontslag (in verband met strijd met het ontslagverbod) moet worden aangevochten bij een rechter. Wordt dit nagelaten, dan wordt het ontslag als terecht beschouwd. In het geval van ambtenarenrecht (onderdeel van het bestuursrecht), moet er bezwaar tegen aangetekend worden. Voor bezwaar geldt een maximumtermijn van 6 weken. In het geval van een gewone werknemer, moet die werknemer een civiele procedure starten. Hiervoor geldt geen termijn van 6 weken.